# Morariopsis baicalensis
Morariopsis baicalensis is een eenoogkreeftjessoort uit de familie van de Canthocamptidae. De wetenschappelijke naam van de soort is voor het eerst geldig gepubliceerd in 1975 door Borutsky & Okuneva.